# رازدره
آرتساخامایر  (ارمنی: Արցախամայր) یا رازدره (ترکی آذربایجانی: Rəzdərə) یک منطقهٔ مسکونی در جمهوری آرتساخ است که در استان کاشاتاق واقع شده‌است.